# Pachydissus vicinus
Pachydissus vicinus är en skalbaggsart som beskrevs av Ferreira 1957. Pachydissus vicinus ingår i släktet Pachydissus och familjen långhorningar.
Artens utbredningsområde är Moçambique. Inga underarter finns listade i Catalogue of Life.